# Rinorea campoensis
Espèce
Synonymes
- Rinorea campoensis Engl. (préféré par NCBI)[2]
- Rinorea campoensis[2]

Rinorea campoensis Brandt ex Engl. est une espèce de plantes à fleur du genre Rinorea, de la famille des Violaceae. Elle a été découverte en 1921 par Max Brandt. 

## Taxonomie
Plante, appartenant au groupe des dicotylédones.

## Description
C'est un petit arbuste.

## Répartition et habitat
Natif du Cameroun, on le retrouve aussi au Gabon, et en Guinée équatoriale.
Il croît dans les forêts alluviales.

## Étymologie
Son épithète spécifique campoensis se rapporte à la ville de Campo, ville côtière du Cameroun de la région du Sud.